# طوفان سفید ۲
طوفان سفید ۲: سلاطین مواد مخدر (انگلیسی: The White Storm 2: Drug Lords) یک فیلم اکشن و جنایی محصول سال ۲۰۱۹ سینمای هنگ کنگ به کارگردانی هرمان یائو، تهیه‌کنندگی و بازی اندی لاو است. این فیلم دنباله‌ای موضوعی است که فقط در عنوان فیلم طوفان سفید (فیلم ۲۰۱۳) با خط داستانی جدید و بازیگر بازگشته لوئیس کو در نقشی متفاوت است.
این فیلم برای اولین بار در ۱۵ مارس ۲۰۱۸ معرفی شد. تولید فیلم در ۲۳ ژوئن ۲۰۱۸ آغاز شد. و در ۱۲ سپتامبر ۲۰۱۸ به پایان رسید. این فیلم در ۵ ژوئیه ۲۰۱۹ در چین، در ۱۲ ژوئیه ۲۰۱۹ در تایوان و در ۱۶ ژوئیه ۲۰۱۹ در هنگ کنگ اکران شد. این فیلم همچنین به عنوان فیلم پایانی هجدهمین جشنواره فیلم آسیایی نیویورک در ۱۴ ژوئیه ۲۰۱۹ انتخاب شد. این فیلم به عنوان ورودی هنگ کنگ برای بهترین فیلم بلند بین‌المللی در نود و دومین جوایز اسکار انتخاب شد، اما نامزد نشد.

## بازخوردها
این فیلم یک موفقیت تجاری بزرگ بود و در مجموع ۲۰۰ میلیون دلار در سراسر جهان در مقابل بودجه ۲۵ میلیون دلاری آمریکا به دست آورد. این فیلم نقدهای متفاوتی از سوی منتقدان دریافت کرد که عموماً بازی‌های لاو و کو و رقص اکشن فیلم را تحسین کردند، اما به کاستی‌هایی در فیلمنامه و توسعه شخصیت‌های آن اشاره کردند.

## داستان
یک تاجر ثرومتمند که قصد دارد رئیس یک باند خلافکار را که قبلاً با او همکاری داشته‌است را از بین ببرد. در حالی که یک افسر پیس قصد دارد بدون زیر پا گذاشتن قانون عدالت را اجرا کند…
یک قاعده اصلی در این باند وجود دارد که هیچ خرید و فروش مواد مخدری نمی‌شود. یو که رهبر باند می‌باشد دو نفر را با نام‌های تین و جیزو به عنوان دست راست خود اعلام کرده‌است. تین فردی وفادار، هوشیار و قابل اعتماد می‌باشد در حالی که جیزو خیلی خونسرد و بدون اطلاع یو قانون را زیرپا گذاشته و خرید و فروش مواد مخدر می‌کند. به دستور رئیس تین یکی از انگشتان دست جیزو را قطع و او را از باند بیرون کرد. در همان شب همسر فوگ یم افسر پلیس در طی یک عملیات درون کلاب جیزو کشته می‌شود. در همین حال دوست دختر تین او را ترک می‌کند. پانزده سال بعد در بازار مواد مخدر جیزو به یکی از قدرتمندترین افراد در خرید و فروش مخدر تبدیل شده‌است. در حالی که تین یک سرمایه‌گذار نیکوکار شده که قصد نابودی جیزو را دارد. و برای کشتن جیزو ۱۰۰ میلیون دلار پاداش قرار می‌دهد…

## دنباله
دنباله این فیلم، با عنوان طوفان سفید ۳ در ژوئن ۲۰۲۱ شروع به تولید کرد؛ با کارگردانی هرمان یائو که قرار است در سال ۲۰۲۳ منتشر شود.